# Championnats du monde de ski alpin 2019 - Combiné alpin hommes
Navigation
Édition précédente Édition suivante
Les manches de descente et de slalom  du Combiné alpin hommes des Championnats du monde de ski alpin 2019 ont lieu le 11 février. Alexis Pinturault remporte son premier titre mondial en terminant 24e de la descente et 2e du slalom. Dans une course aux départs abaissés, Štefan Hadalin qui a fini 30e de la descente, s'élance le premier dans le slalom et réalise le meilleur temps. Il n'est devancé que par Pinturault de 24/100 de seconde au total des deux manches, alors que Marco Schwarz, qui avait fini devant eux dans la descente, est battu dans le slalom et se contente de la médaille de bronze.  Tous les spécialistes de la vitesse qui suivent, et notamment Dominik Paris, meilleur temps de la descente avec 1 seconde 52 d'avance sur Pinturault, se cassent les dents sur un tracé particulièrement technique et de plus en plus dégradé. 

## Résultats[3]
Départ de la descente à 12 h, et de la manche de slalom à 16 h
| Rang               | Dossard | Nom                          | Pays            | Descente      | Rang    | Slalom             | Rang               | Total              | Écart              |
| ------------------ | ------- | ---------------------------- | --------------- | ------------- | ------- | ------------------ | ------------------ | ------------------ | ------------------ |
| Médaille d'or      | 7       | Alexis Pinturault            | France          | 1 min 08 s 79 | 24      | 38 s 92            | 2                  | 1 min 47 s 71      |                    |
| Médaille d'argent  | 6       | Štefan Hadalin               | Slovénie        | 1 min 09 s 15 | 30      | 38 s 80            | 1                  | 1 min 47 s 95      | + 0 s 24           |
| Médaille de bronze | 5       | Marco Schwarz                | Autriche        | 1 min 08 s 52 | 20      | 39 s 65            | 4                  | 1 min 48 s 17      | + 0 s 46           |
| 4                  | 19      | Riccardo Tonetti             | Italie          | 1 min 08 s 29 | 15      | 40 s 09            | 6                  | 1 min 48 s 39      | + 0 s 67           |
| 5                  | 33      | Linus Straßer                | Allemagne       | 1 min 08 s 99 | 29      | 39 s 52            | 3                  | 1 min 48 s 51      | + 0 s 80           |
| 6                  | 9       | Victor Muffat-Jeandet        | France          | 1 min 08 s 76 | 22      | 39 s 76            | 5                  | 1 min 48 s 52      | + 0 s 81           |
| 7                  | 13      | Mauro Caviezel               | Suisse          | 1 min 07 s 90 | 8       | 40 s 67            | 8                  | 1 min 48 s 57      | + 0 s 86           |
| 8                  | 20      | Luca Aerni                   | Suisse          | 1 min 08 s 50 | 19      | 40 s 23            | 7                  | 1 min 48 s 73      | + 1 s 02           |
| 9                  | 12      | Dominik Paris                | Italie          | 1 min 07 s 27 | 1       | 41 s 95            | 26                 | 1 min 49 s 22      | + 1 s 51           |
| 10                 | 29      | Felix Monsén                 | Suède           | 1 min 08 s 52 | 20      | 40 s 82            | 10                 | 1 min 49 s 34      | + 1 s 63           |
| 11                 | 8       | Bryce Bennett                | États-Unis      | 1 min 08 s 31 | 17      | 41 s 28            | 13                 | 1 min 49 s 59      | + 1 s 88           |
| 12                 | 34      | Daniel Danklmaier            | Autriche        | 1 min 08 s 08 | 11      | 41 s 52            | 15                 | 1 min 49 s 60      | + 1 s 89           |
| 13                 | 32      | Rasmus Windingstad           | Norvège         | 1 min 08 s 42 | 18      | 41 s 26            | 12                 | 1 min 49 s 68      | + 1 s 97           |
| 14                 | 3       | Romed Baumann                | Autriche        | 1 min 08 s 17 | 13      | 41 s 53            | 16                 | 1 min 49 s 70      | + 1 s 99           |
| 15                 | 26      | Jan Zabystřan                | Tchéquie        | 1 min 08 s 95 | 28      | 40 s 76            | 9                  | 1 min 49 s 71      | + 2 s 00           |
| 16                 | 44      | Adrian Smiseth Sejersted     | Norvège         | 1 min 07 s 94 | 23      | 41 s 21            | 21                 | 1 min 49 s 73      | + 2 s 02           |
| 17                 | 10      | Vincent Kriechmayr           | Autriche        | 1 min 07 s 71 | 4       | 42 s 12            | 32                 | 1 min 49 s 83      | + 2 s 12           |
| 18                 | 22      | Ryan Cochran-Siegle          | États-Unis      | 1 min 07 s 30 | 2       | 42 s 54            | 36                 | 1 min 49 s 84      | + 2 s 13           |
| 18                 | 2       | Carlo Janka                  | Suisse          | 1 min 07 s 87 | 7       | 41 s 97            | 28                 | 1 min 49 s 84      | + 2 s 13           |
| 20                 | 21      | Andreas Romar                | Finlande        | 1 min 08 s 17 | 13      | 41 s 74            | 19                 | 1 min 49 s 91      | + 2 s 20           |
| 21                 | 35      | Alexander Köll               | Suède           | 1 min 08 s 01 | 10      | 41 s 92            | 25                 | 1 min 49 s 93      | + 2 s 22           |
| 22                 | 16      | Aleksander Aamodt Kilde      | Norvège         | 1 min 07 s 65 | 3       | 42 s 34            | 34                 | 1 min 49 s 99      | + 2 s 28           |
| 23                 | 14      | Niels Hintermann             | Suisse          | 1 min 08 s 16 | 12      | 41 s 85            | 23                 | 1 min 50 s 01      | + 2 s 30           |
| 24                 | 4       | Klemen Kosi                  | Slovénie        | 1 min 08 s 30 | 16      | 41 s 80            | 22                 | 1 min 50 s 10      | + 2 s 39           |
| 25                 | 27      | Maxence Muzaton              | France          | 1 min 07 s 99 | 10      | 42 s 15            | 33                 | 1 min 50 s 14      | + 2 s 43           |
| 26                 | 28      | Sandro Simonet               | Suisse          | 1 min 09 s 19 | 31      | 41 s 04            | 11                 | 1 min 50 s 23      | +2 s 52            |
| 27                 | 30      | Mattia Casse                 | Italie          | 1 min 07 s 79 | 6       | 42 s 78            | 37                 | 1 min 50 s 57      | + 2 s 86           |
| 28                 | 36      | Ivan Kuznetsov               | Russie          | 1 min 08 s 90 | 27      | 41 s 78            | 20                 | 1 min 50 s 68      | + 2 s 97           |
| 29                 | 40      | Jeffrey Read                 | Canada          | 1 min 08 s 80 | 25      | 41 s 96            | 27                 | 1 min 50 s 76      | + 3 s 05           |
| 30                 | 48      | Olle Sundin                  | Suède           | 1 min 09 s 28 | 33      | 41 s 60            | 17                 | 1 min 50 s 88      | + 3 s 17           |
| 30                 | 11      | Pavel Trikhichev             | Russie          | 1 min 09 s 45 | 38      | 41 s 43            | 14                 | 1 min 50 s 88      | + 3 s 17           |
| 32                 | 1       | Thomas Mermillod-Blondin     | France          | 1 min 09 s 39 | 36      | 41 s 85            | 23                 | 1 min 51 s 24      | + 3 s 53           |
| 33                 | 32      | Miha Hrobat                  | Slovénie        | 1 min 09 s 32 | 34      | 42 s 05            | 30                 | 1 min 51 s 37      | + 3 s 66           |
| 34                 | 25      | Sebastian Foss Solevåg       | Norvège         | 1 min 09 s 45 | 38      | 42 s 02            | 29                 | 1min 51 s 47       | + 3 s 76           |
| 35                 | 41      | Dominik Schwaiger            | Allemagne       | 1 min 09 s 25 | 32      | 42 s 38            | 35                 | 1 min 51 s 63      | + 3 s 92           |
| 36                 | 23      | Ondřej Berndt                | Tchéquie        | 1 min 10 s 01 | 44      | 42 s 08            | 31                 | 1 min 52 s 09      | + 4 s 38           |
| 37                 | 42      | Brodie Seger                 | Canada          | 1 min 09 s 33 | 35      | 43.08              | 39                 | 1 min 52 s 41      | + 4 s 70           |
| 38                 | 47      | Zack Monsén                  | Suède           | 1 min 10 s 05 | 45      | 42 s 95            | 38                 | 1 min 53 s 00      | + 5 s 29           |
| 39                 | 38      | Natko Zrnčić-Dim             | Croatie         | 1 min 09 s 98 | 43      | 43 s 20            | 40                 | 1 min 53 s18       | 5 s 47             |
| 40                 | 18      | Filip Zubčić                 | Croatie         | 1 min 11 s 70 | 49      | 41.73              | 18                 | 1 min 53 s 43      | + 5 s 72           |
| 41                 | 51      | Simon Breitfuss Kammerlander | Bolivie         | 1 min 10 s 09 | 46      | 44 s 70            | 42                 | 1 min 54 s 79      | + 7 s 08           |
| 42                 | 53      | Yuri Danilochkin             | Biélorussie     | 1 min 11 s 00 | 48      | 45 s 20            | 43                 | 1 min 56 s 20      | + 8 s 49           |
| 43                 | 54      | Elvis Opmanis                | Lettonie        | 1 min 12 s 74 | 53      | 44 s 49            | 41                 | 1 min 57 s 23      | + 9 s 52           |
| —                  | 17      | Christof Innerhofer          | Italie          | 1 min 07 s 71 | 4       | Abandon            | Abandon            | Abandon            | Abandon            |
| —                  | 24      | Boštjan Kline                | Slovénie        | 1 min 08 s 86 | 26      | Abandon            | Abandon            | Abandon            | Abandon            |
| —                  | 37      | Marko Vukićević              | Serbie          | 1 min 09 s 67 | 40      | Abandon            | Abandon            | Abandon            | Abandon            |
| —                  | 56      | Martin Bendík                | Slovaquie       | 1 min 09 s 81 | 41      | Abandon            | Abandon            | Abandon            | Abandon            |
| —                  | 45      | Matej Prieložný              | Slovaquie       | 1 min10 s 25  | 47      | Abandon            | Abandon            | Abandon            | Abandon            |
| —                  | 50      | Ivan Kovbasnyuk              | Ukraine         | 1 min 11 s 72 | 50      | Abandon            | Abandon            | Abandon            | Abandon            |
| —                  | 46      | Sven von Appen               | Chili           | 1 min 11 s 92 | 51      | Abandon            | Abandon            | Abandon            | Abandon            |
| —                  | 55      | Albin Tahiri                 | Kosovo          | 1 min 12 s 02 | 52      | Abandon            | Abandon            | Abandon            | Abandon            |
| —                  | 49      | Christoffer Faarup           | Danemark        | 1 min 09 s 41 | 37      | Descente seulement | Descente seulement | Descente seulement | Descente seulement |
| —                  | 15      | Ted Ligety                   | États-Unis      | 1 min 09 s 84 | 42      | Descente seulement | Descente seulement | Descente seulement | Descente seulement |
| —                  | 39      | Jack Gower                   | Grande-Bretagne | Abandon       | Abandon | Abandon            | Abandon            | Abandon            | Abandon            |
| —                  | 43      | Henrik von Appen             | Chili           | Abandon       | Abandon | Abandon            | Abandon            | Abandon            | Abandon            |
| —                  | 52      | Tomáš Klinský                | Tchéquie        | Abandon       | Abandon | Abandon            | Abandon            | Abandon            | Abandon            |